# Trận Issus
Trận đánh Issus diễn ra tại miền nam Tiểu Á, vào tháng 3 năm 333 TCN trong cuộc xâm lược Ba Tư của liên quân Hy Lạp do vua xứ Macedonia Alexandros Đại đế cầm đầu. Sau khi liên minh Hy Lạp đánh bại các quan trấn thủ Ba Tư ở Tiểu Á trong trận Granicus, vua Ba Tư Darius III đã trực tiếp nắm quyền chỉ huy quân đội. Ông ta chiêu tập thêm binh mã và tổ chức hành quân vòng qua lưng quân Hy Lạp hòng chặt đứt tuyến đường tiếp tế của địch. Tuy nhiên, Alexandros đã kịp thời phản ứng và đánh tan quân của vua Ba Tư tại Issus. Chiến thắng này đã dọn đường cho Alexandros tiếp tục tiến sâu vào lãnh thổ Ba Tư.

## Địa điểm
Hai bên giao chiến tại Miền Nam Issus, ngày nay thuộc Thổ Nhĩ Kỳ ở 2 bên con sông nhỏ có tên là Pinarus. Tại vị trí mà khoảng cách từ vịnh Issus đến vùng núi xung quanh là chỉ có 2,6 km (2 dặm), một nơi mà Hoàng đế Darius III không thể tận dụng lợi thế vượt trội của mình dù đại quân Ba Tư đông đảo hơn hẳn quân Macedonia.

## Bối cảnh
Alexandros tiến vào châu Á năm 334 trước Công nguyên, và đánh bại các tổng trấn Ba Tư địa phương trong trận Granicus. Ông sau đó tiếp tục chiếm lĩnh tất cả vùng Tiểu Á, với ý tưởng chiếm tất cả các khu định cư ven biển để làm suy yếu sức mạnh của hạm đội Ba Tư. Ông chiếm các khu định cư quan trọng như Miletus năm 334 trước Công nguyên và Halicarnassus, sau một cuộc bao vây kéo dài bốn tháng, bắt đầu vào cuối tháng 12 năm đó. Trong khi Alexandros đóng quân tại Tarsus, ông nghe nói về Darius tập hợp một đội quân rất lớn ở Babylon. Nếu Darius tiến đến được Vịnh Issus, ông có thể sử dụng sự hỗ trợ của hạm đội Ba Tư dưới quyền Pharnabazus vẫn còn hoạt động ở biển Địa Trung Hải, do đó sẽ cắt bớt nguồn cung cấp của mình và có thể đổ bộ quân ở phía sau kẻ thù. Alexandros giữ đội quân chủ lực của mình tại Tarsus nhưng phái Parmenion tới trước để chiếm bờ biển xung quanh Issus. Trong tháng mười một, Alexandros đã nhận được báo cáo rằng quân đội Ba Tư đã tiến vào Syria, tới một thị trấn có tên là Sochi.